# Reni
För andra betydelser, se Reni (olika betydelser).
Reni (ukrainska: Рені uttal (fil)) är en stad i sydvästra Ukraina som ligger vid Donau alldeles vid gränsen till Rumänien. Staden ligger i Odessa oblast. Reni har ca 19 100 invånare.[källa behövs]
Reni fick stadsrättigheter 1821 och sex år senare hade staden  2 290 invånare. Befolkningen var en blandning av ukrainare, ryssar, moldaver och greker. De första judarna bosatte sig på platsen på 1600-talet och 1939 hade Rivi en judisk befolkning på 1 200 personer.
Stadens hamn, som anlades 1816, ligger på vänstra sidan av Donau och har idag (2022) en kapacitet på 7 miljoner ton gods om året.